# برونوو کپی
 برونوو کپی (انگلیسی: Bruno Coppi؛ زاده ۱۹ نوامبر ۱۹۳۵) یک فیزیک‌دان اهل ایتالیا است.